# بیاوا (شهرستان ویلون)
بیاوا (به لهستانی:  Biała) یک روستا در لهستان است که در گمینا بیاوا (استان ووتسکی) واقع شده‌است. بیاوا ۳۳۳ نفر جمعیت دارد.